# Gbenko Airport
Gbenko Airport är en flygplats i Guinea.   Den ligger i prefekturen Kissidougou och regionen Faranah Region, i den sydöstra delen av landet, 500 km öster om huvudstaden Conakry. Gbenko Airport ligger 687 meter över havet.
Terrängen runt Gbenko Airport är platt åt sydost, men åt nordväst är den kuperad. Runt Gbenko Airport är det ganska glesbefolkat, med 36 invånare per kvadratkilometer. Närmaste större samhälle är Banankoro, 6,6 km söder om Gbenko Airport. I omgivningarna runt Gbenko Airport växer huvudsakligen savannskog.